# Hualālai
Hualālai (pronunciat [ huwəˈlaːlɐi ] en hawaià) és un volcà actiu a l'Illa de Hawaii a les illes Hawaii. És el més occidental, el tercer més jove i el tercer més actiu dels cinc volcans que formen l'illa de Hawai ʻ, després de Kīlauea i el molt més gran Mauna Loa. El seu pic es troba 2.500 m sobre el nivell del mar. S'estima que Hualālai es va elevar per sobre del nivell del mar fa uns 300.000 anys. Tot i mantenir un nivell d'activitat molt baix des de la seva darrera erupció el 1801, i estar inusualment inactiu durant els darrers 2.000 anys, Hualālai encara es considera actiu, i s'espera que torni a entrar en erupció en els propers 100 anys. La relativa falta de preparació dels residents a la zona provocada per la calma de l'activitat empitjoraria les conseqüències d'una erupció.
La zona propera a Hualālai ha estat habitada durant segles per nadius hawaians, que es remunten a la història anterior. La costa del seu oest en particular tenia diversos complexos reials. El volcà també és important ecològicament, hi viuen moltes espècies rares i diverses reserves naturals prop del cim, i és una atracció popular per fer senderisme. Avui la costa prop de Hualālai està esquitxada de centres turístics, diversos construïts sobre fluxos històrics, i un parc històric nacional.

## Geologia

### Característiques estructurals

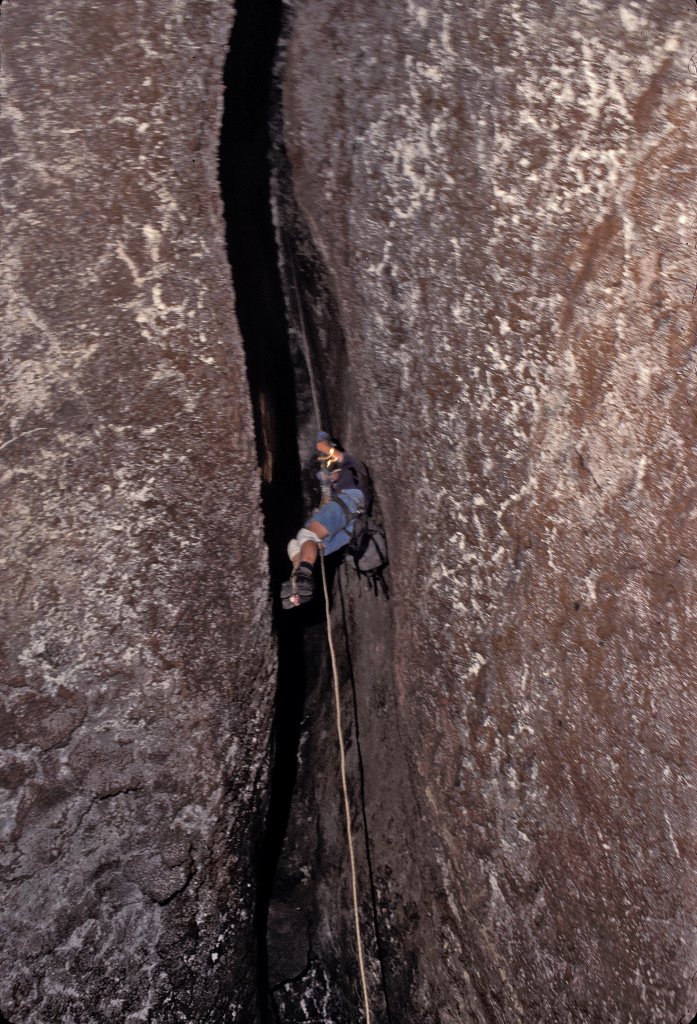
Una expedició per un conducte de lava al volcà Hualālai

Hualālai es troba a 2.500 m amb una prominència de 936 m. És el més occidental dels cinc volcans principals que formen l'Illa de Hawaii. En estar en l'etapa de desenvolupament posterior a l'escut, Hualālai és, en general, molt més rugós en forma i estructura que els més joves Mauna Loa i Kilauea. L'estructura de Hualālai es denota per tres zones de rift: una de ben desenvolupada aproximadament 50° al nord-oest, una de desenvolupada moderadament al sud-est i una de poc desenvolupada amb tendència cap al nord uns 5 km a l'est del cim. Més de 100 cons de cendres i esquitxades estan disposats al llarg d'aquestes zones d'esquerda. Hualālai no té cap caldera cimera, encara que hi ha un cràter de col·lapse d'uns 0,48 km a través d'un petit escut de lava. Gran part del vessant sud (a sobre de la ciutat moderna de Kailua-Kona) consta de colades de lava cobertes per una capa de cendra volcànica de 10 a 100 cm de gruix. Dels volcans de l'illa, és el tercer més alt, el tercer més jove, el tercer més actiu i el segon més petit, amb només el 7% de l'illa.
Una subcaracterística important de Hualālai és el Pu'Wa , hawaià (turó de molts solcs), un con volcànic dempeus 372 m d'alçada i mesura més 1.6 km |0 de diàmetre. S'estén per 9 km , i té una prominència de 275 m , al nord del cim a 19°46′15″N 155°49′56″O. El con està construït amb traquita, un tipus de lava volcànica que no es troba en altres volcans de l'illa. Els fluxos de traquita es mouen més lentament que les laves hawaianes típicament coquetes a causa de la seva alta composició de sílice (més del 62%) (el basalt típic és només un 50% de sílice). Els geòlegs plantegen la hipòtesi que Pu'u Wa'awa'a es va formar originalment durant una erupció de pedra tosca fa una mica més de 100.000 anys, i ha continuat construint-se des d'aleshores, amb almenys tres fluxos de traquita diferents reconeguts. Les erupcions, tot i que parcialment cobertes per fluxos de Hualālai i Mauna Loa, han construït una estructura distintiva coneguda com la carena Puʻu Anahulu.
El flanc de Hualālai orientat cap a l'oest forma un gran enfonsament submarí conegut com el de North Kona. Una superfície d'uns 1000 km² , la caiguda consisteix en una complexa formació de platges i escarpes 2000 a 4500 m per sota de la línia de flotació. Aquesta àrea es va explorar més de prop en un projecte conjunt Japó-Estats Units de 2001 per explorar els flancs del volcà, utilitzant el vehicle operat a distància ROV Kaikō. Les dades recollides van mostrar que les colades de lava es van originar en aigües poc profundes 500 a 1000 m de profunditat, i que, a diferència d'enfonsaments similars en altres volcans, l'enfonsament de Hualālai es va formar gradualment.
Hualālai és una font coneguda de xenòlits, roques del mantell terrestre que s'han criat en colades de lava. Molts jaciments prehistòrics, així com els de l’esdeveniment de 1801, contenen xenòlits de gran mida i abundant quantitat.

### Història
La lava atribuïda a Hualālai en fase d'escut s'ha trobat a prop de la costa de la seva zona de rift nord-oest. El basalt toleític, indicatiu de la subfase submarí de la construcció del volcà, s'ha trobat en pous introduïts al volcà a una profunditat de 22,8 m. Aquestes laves van persistir fins fa uns 130.000 anys. Hualālai va entrar a l’etapa posterior a l'escut, l'etapa en què es troba ara, fa uns 100.000 anys. Les erupcions de tosca i traquita a Pu'Wa' poden ser un signe d'aquest canvi.
La cartografia geològica de Hualālai indica que fins al 80% de la seva superfície ha estat coberta per colades de lava durant els darrers 5.000 anys, composta íntegrament per basalt alcalí d'escut. Més de la meitat d'això té menys de 3.000 anys, i al voltant del 12% té menys de 1.000 anys. Entre el 1700 i el 2016, les erupcions es van originar a partir de sis respiradors; quatre d'aquestes colades de lava es van abocar al mar fins a la costa oest.

## Història de l'erupció
Hualālai és el tercer volcà més actiu de l'illa d'Hawai, darrere de Kīlauea i Mauna Loa. Tot i que els dos volcans més grans han entrat en erupció més de 150 vegades en els darrers 1.000 anys, Hualālai només ho ha fet tres vegades. Sembla que l'activitat es repeteix al volcà cada 200 o 300 anys.
Un període de calma recent, sense gairebé cap terratrèmol ni activitat magmàtica a Hualālai, ha vist el creixement de cases, negocis i centres turístics als seus flancs. L'activitat important més recent al volcà va ser l'any 1929, quan un intens eixam de terratrèmols el va sacsejar, probablement causat per l'acció magmàtica prop del seu pic. Tot i que ha estat relativament plàcida en el passat recent, Hualālai encara és potencialment actiu, i s'espera que torni a esclatar en els propers 100 anys.

### Estratigrafia de lava
El Servei Geològic dels Estats Units (USGS) ha dividit les colades de lava exposades i la tefra que va entrar en erupció pel volcà Hualālai durant els últims 112.000 anys en 419 unitats de roca de vuit grups d'edat cronoestratigràfics.

### Erupció de 1800-1801

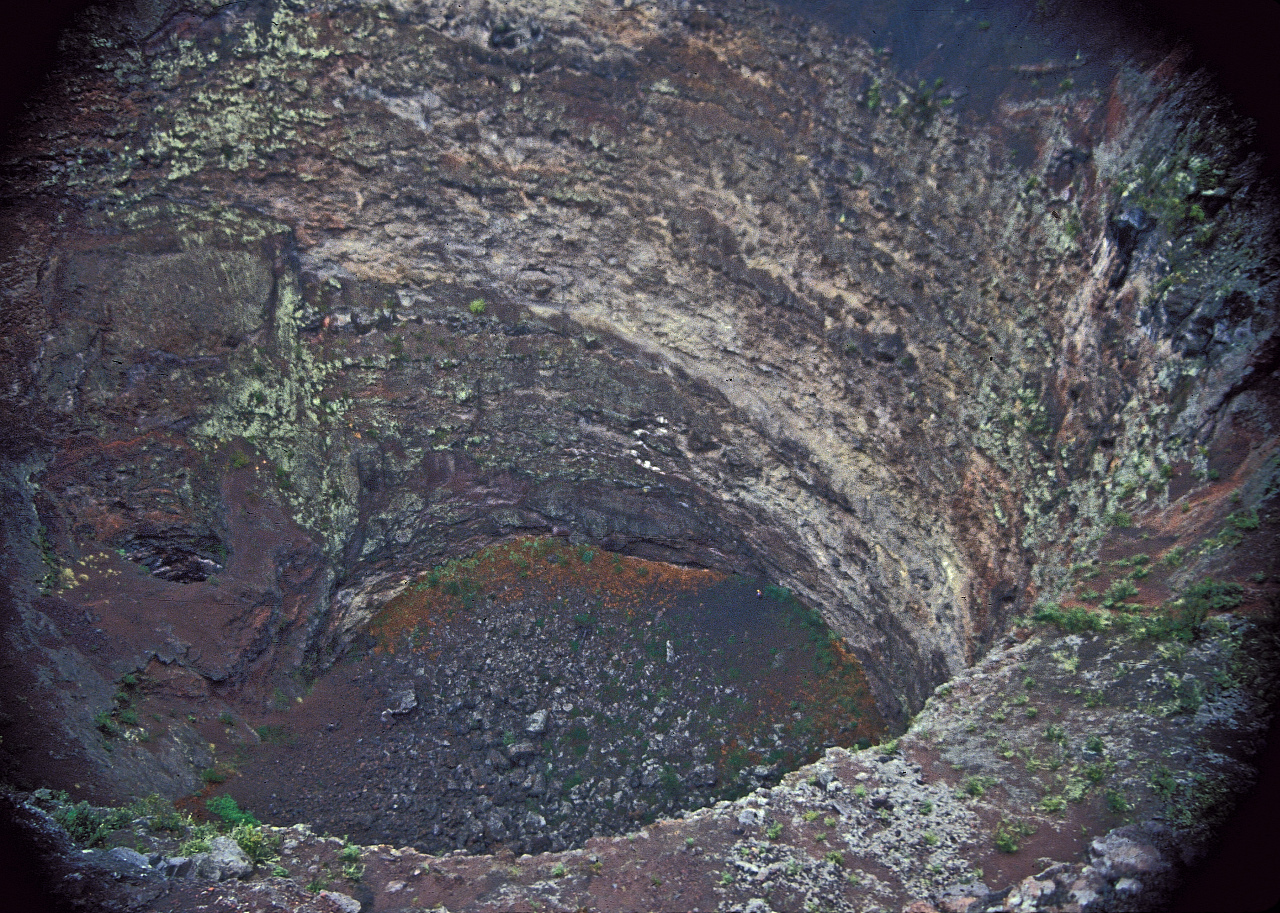
Na One cràter del volcà Hualālai

Hualālai va entrar en erupció per última vegada entre 1800 i 1801. Aquesta erupció va produir colades de lava basàltica alcàlica molt fluida que van entrar a l'oceà a l'extrem occidental de l'illa de. Tot i que cinc respiradors estaven actius en aquell moment, només dos produïen fluxos que finalment van arribar a l'oceà. El volum total de sortida del cabal s'estima en més de 300.000.000 m³. Un vent volcànic, situat a la part alta del vessant, va produir un gran flux de lava, anomenat flux Kaʻūpūlehu, que va arribar a l'oceà com dos lòbuls diferents. En baixar, va envair un poble i un valuós estany de pesca. Hi ha una llegenda local que, després del fracàs de diverses ofrenes d'animals i altres articles als déus, el flux finalment es va aturar quan Kamehameha I va llançar un floc del seu mateix cabell al foc. El flux Ka'ūpūlehu també és conegut per la gran quantitat de xenòlits màfics i ultramàfics que s'hi van produir.
L'altra sortida important de l'esdeveniment va arribar al mar al sud de la badia de Kiholo, destruint el poble de Kaʻūpūlehu. Aquest flux de 1801, conegut com el flux Hu', va formar Keahole Point on ara es troba l'aeroport internacional de Kona, 11 km al nord de Kailua-Kona. Es creu que l'erupció a Hualālai va ser concurrent amb una erupció al proper Mauna Loa. Es teoritza que en un passat proper, Hualālai ha estat actiu al mateix temps que Mauna Loa i Kilauea, tot i que és impossible una datació precisa.

### Activitat recent

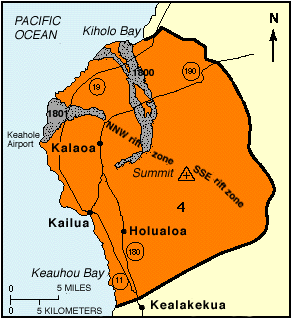
Hualālai està indicat com a nivell d'amenaça 4 per l'USGS en aquest mapatge. Les dues zones grises són les dues sortides principals de l'esdeveniment de 1800-1801.

Un sever eixam de terratrèmols va sacsejar el volcà l'any 1929, que va durar aproximadament un mes. Això va causar danys per valor de 100.000 dòlars al districte de Kona (1,2 milions de dòlars el 2010), i dos terratrèmols amb magnituds de 5,5 i 6,5 es van sentir tan lluny com Honolulu. Això probablement va ser causat pel moviment del magma prop de la superfície, però no hi va haver activitat ni erupció superficial.
El terratrèmol de la badia de Kiholo de 2006, amb epicentre just al nord a la badia de Kiholo, prop de Māhukona, va causar molts danys a la zona.

### Seguiment futur
S'espera que Hualālai torni a esclatar en un futur proper, ja que una pausa estimada en l'activitat d'entre 200 i 300 anys està arribant a la seva fi.
Això presenta un perill diferent per a les comunitats que l'envolten; per exemple, en cas d'una erupció similar a l'esdeveniment de 1801, Kailua-Kona, que és a 24 km del cim del volcà, es podria cobrir completament en qüestió d'hores. Segons les zones de perill de flux de lava de l'USGS, en una escala de l'1 al 9, tot Hualālai apareix com a nivell d'amenaça 4. Per comparar, gairebé tots els Kīlauea i Mauna Loa apareixen com a nivells d'amenaça de l'1 al 3. Els flancs del volcà no representen una amenaça menor per a la població que la zona propera a les zones de rift perquè la distància és curta i els pendents són pronunciats; la lava representa una amenaça tan gran com a prop de la seva font. L’avaluació de l'amenaça volcànica nacional de l'US Geological Survey de 2018 va classificar Hualālai com un volcà d'alta amenaça, amb una puntuació general d'amenaça de 109, i el va classificar en el lloc 23 entre els volcans dels Estats Units amb més probabilitats d'amenaçar vides i infraestructures.
Des de 1971, l’Observatori dels Volcans de Hawaii manté una estació de registre sísmic 3 km a l'est del cim de Hualālai per controlar el volcà. Durant aquest temps, no s'ha produït un sol eixam de terratrèmols o tremolor harmònic, indicatiu d'activitat al volcà. Hualālai també és controlat per uns quants altres instruments, inclòs un instrument GPS continu i uns quants instruments als flancs dels volcans adjacents. A més, l'Observatori de Volcans de Hawaii utilitza el GPS per mesurar lleugers canvis d'inclinació i pendent de Hualālai, indicatius del moviment magmàtic.
Tot i que Hualālai experimenta uns quants terratrèmols de magnitud 4 a l'any, aquests s'atribueixen a una font profunda de la costa de la zona del rift nord-oest i no estan relacionats amb el moviment del magma.

## Història humana

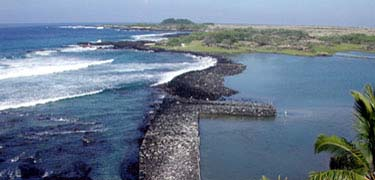
La peixera de Kaloko

Hualālai ha estat la llar dels nadius des de l'antiguitat. Fa segles, l’Ahu A Umi Heiau es va construir a l'altiplà sec a l'est de la muntanya. El parc històric nacional de Kaloko-Honokōhau es troba a la costa a l'oest de Hualālai, sobre el lloc d'un antic assentament hawaià. Encara que s'anomena kekaha ʻaʻole wai (terres sense aigua), el terreny volcànic accidentat va atreure molta vida marina, el que el va convertir en un lloc atractiu per establir-se. Hi ha dues atraccions principals dins del parc: la peixera de Kaloko, una zona de loko kuapa (peixeres de paret de roca) construïda amb roques entrellaçades a través d'un bac natural a la costa, i Honokōhau, un antic assentament extens al costat sud del parc.
Kamakahonu, Holualoa Bay i Keauhou Bay van ser els refugis preferits de la reialesa hawaiana molt abans de l'occidentalització de Hawaii. Va ser aquí on Kamehameha I va descansar després de la seva campanya de vuit anys per unir les illes hawaianes. La seva mort el 1819 va desencadenar el caos social. L'església de Mokuaikaua, construïda per als missioners el 1837 amb roca de lava i corall triturat, encara es manté en peu avui dia. El palau de Hulihe, on molts dels últims reis de Hawaii van passar el seu temps, es manté com a museu des de 1927.
Avui, la costa a l'oest de Hualālai és un lloc popular per als centres turístics, ja que l'ombra de la pluja de la muntanya provoca molts dies assolellats. El primer, Kona Village resort, es va construir el 1961. Des d'aleshores, el Four Seasons Resort i el camp de golf Kūki i el complex de cases de vacances també s'han construït sobre el flux de 1800. Tant el Kona Village Resort com el Four Seasons Resort van ser danyats pel tsunami generat pel terratrèmol de Sendai de 2011. La carretera de la franja de Hawaii travessa els vessants occidentals amb una ruta superior anomenada Mamalahoa Highway i una ruta inferior anomenada per la reina'.
Gran part de la collita de cafè Kona creix al vessant occidental de Hualālai, prop de la ciutat de Holualoa. La família del primer comerciant de cafè Henry Nicholas Greenwell era propietari d'un gran ranxo al costat occidental del volcà. La carretera des de Kailua-Kona pels vessants de Hualālai rep el nom de Frank Palani Greenwell. La Ruta 200 de Hawaii, coneguda com Saddle Road, travessa l'altiplà al nord de Hualālai, on l’àrea d'entrenament de Pohakuloa proporciona un camp d'entrenament remot per a l'exèrcit dels Estats Units i el Cos de Marines dels Estats Units.

## Ecologia i medi ambient

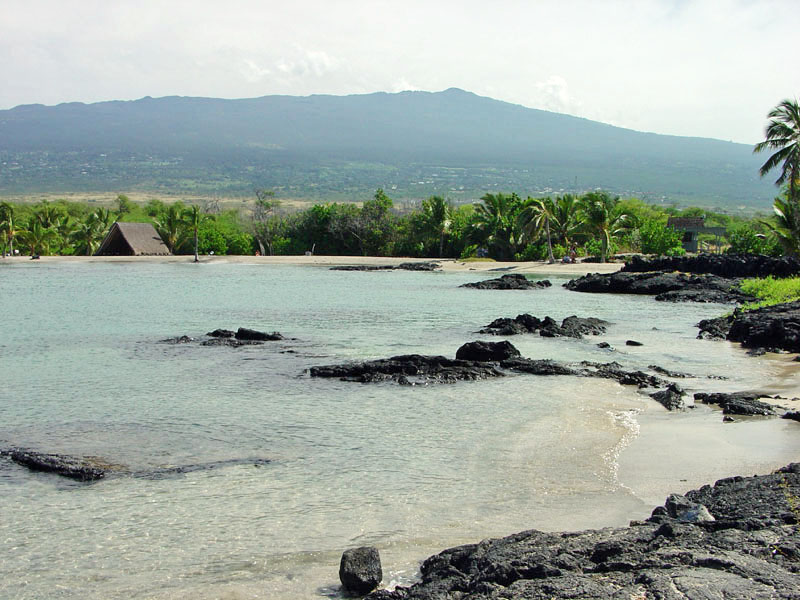
Hualālai vist des de Honokōhau

Encara que part de Hualālai és roca volcànica nua, la major part està coberta per alguna forma de vegetació. Els arbustos, les falgueres i l'herba són comuns, i fins i tot uns quants arbres ōhi'lehua (Metrosideros polymorpha) creixen al llarg del cim. Molts dels cràters de col·lapse, en particular, tenen vegetació, i uns quants fins i tot tenen boscos verticals de mida respectable a l'interior, inclosos uns quants boscos d’eucaliptus. El volcà està poblat per molts ocells i animals; la costa en particular atreu molts peixos i animals que depenen del mar, com ara la tortuga marina verda (Chelonia mydas) i el xanc d'ales negres (Himantopus himantopus). Hualālai té una mitjana de 450 mm de pluja anual. El cim rep més pluja que la costa i normalment està enfosquit amb una gran cobertura de núvols i vog.
Als flancs de Hualālai es troben diverses reserves ecològiques. El santuari forestal Pu'Wa'Wa' es va establir el 1992 (juntament amb la reserva germana de Laupahoehoe a Mauna Kea) com a banc de proves per a la investigació ecològica a llarg termini sobre el bosc humit hawaià i els biomes del bosc sec, i es troba a una milla de el cim del volcà al seu flanc nord-oest. L'elevació difereix del nivell del mar prop de la vora costanera a 1900 m prop del cim. La precipitació mitjana anual és d'uns 1160 mm. Les abundants colades de lava del segle xix proporcionen nínxols únics per al creixement vegetatiu i del sòl a la regió. La part sud de la reserva, més propera al cim, s'ha dividit en un santuari d'ocells.
La reserva forestal de Honuaula al flanc sud-oest del volcà a 19° 30′ 25″ N, 155° 54′ 41″ O / 19.50694°N,155.91139°O, conserva un extens bosc de koa (Acacia koa), amb arbres més petits de Naio (Myoporum sandwicense) i Māmane (Sophora chrysophylla) i un sotabosc de ʻĀkala (Rubus hawaiensis) i diverses falgueres. La reserva mesura 265 ha i protegeix un ecosistema que des de llavors ha estat en gran part desforestat a la zona circumdant. La reserva de primavera de Wai Aha als vessants més baixos de la muntanya és una mica pantanosa i és la llar de l'ōhiʻa de fulla perenne florida (Metrosideros polymorpha), l'escalador llenyós ʻIeʻie (Freycinetia arborea) i un dens sotabosc dAmaʻu (Sadleria cyatheoides).